# Liste des opérateurs de réseau mobile virtuel
Pour un article plus général, voir Opérateur de réseau mobile virtuel.
Il y a environ 1 000 opérateurs de réseau mobile virtuel (MVNO) opérationnels ou prévus dans le monde. Des pays comme les Pays-Bas, le Danemark, le Royaume-Uni, la Finlande, la Belgique, l’Australie, l'Inde, les États-Unis, et la France en ont le plus, tandis que d’autres en sont juste à se lancer sur le modèle des MVNO, principalement dans les pays émergents.
S’il y a beaucoup de MVNO dans un seul pays, il est difficile pour les nouveaux entrants d’obtenir une place dans un marché déjà saturé, à moins d’y entrer dans un marché de niche avec une base de clients domestiques itinérants, par des licences de branding mutuelles avec un autre MNO local ou MVNE.
En Europe, certains MVNO se sont regroupés au sein de MVNO Europe (anciennement EAFM) pour défendre leurs intérêts.

## Europe

### Autriche
Les MVNOs sont :
- Tele2 (inactif de 2007)

### Belgique
| Les MVNO utilisant Proximus - Sewan (depuis 2021) - Scarlet - IP Nexia - Jim Mobile (depuis 2022) - Mobisud (inactif) - Dommel (inactif depuis le 31 mars 2019) - RSCA (inactif) - PostMobile (inactif depuis le 1er juin 2015) - Interfone Belgium - Mobile Vikings Les MVNO utilisant Orange - EDPnet Mobile (depuis octobre 2019) - Lycamobile - Neibo (à partir de septembre 2019) - Opticall - Tellink Mobile - Transatel - 5/5 Telecom - VOOmobile (passé à Telenet en juin 2018) - Numericable (inactif) - Plug Mobile (inactif) - Red Bull MOBILE (inactif) - SIMPLYby Mobistar (inactif) - Phonethic (inactif) | Les MVNO utilisant Base/Telenet - Carrefour Mobile (Carrefour) - VOOMobile (depuis juin 2018) - Ello Mobile - Destiny (anciennement Fuzer Mobile) - Ayyildiz (pour la population turque) (inactif et remplacé par Base Turk) - Devenez Mobile alias Mobile Plus (Delhaize) (inactif) - Allo RTL (inactif) - Cherry Telecom (inactif) - City Life (inactif) - CHIAMA (pour la population italienne) (inactif) - ERGATEL (inactif) - Aldi Talk (inactif) - Fun Mobile (inactif) - Happy Many (inactif) - HBVL Mobile (inactif) - Join Experience (inactif) - Lebara Mobile (inactif) - M1Call (inactif) - Medion Mobile / Aldi Talk (inactif) - Mobile World (inactif) | - Mondial Telecom (inactif) - NormAction (inactif) - NRJ Mobile (inactif en Belgique) - Ortel Mobile (inactif en Belgique) - Primus Mobile (inactif) - Ramaphone (inactif) - RCSC Mobile (inactif) - Simyo (inactif) - Sud Press Mobile (inactif) - Sun Mobile (inactif) - Zoniq (inactif) - Me by Metro du journal Metro (inactif) |

### Danemark
Les MVNO ont la plus forte part de marché en raison de leurs pratiques low cost. Telmore est le numéro un danois avec 70 % des acquisitions totales[réf. nécessaire]. L'offre du MVNO a rencontré un grand succès, car elle est 40 % moins chère que celles des opérateurs classiques. L'impact de Telmore a été tel qu'il a permis aux prix de baisser de 20 % au niveau global.
Les principaux MVNO sont:
- Debitel (inactif)
- Telmore

### Espagne
| Les MVNO utilisant Orange - Simyo (E-Plus-KPN) - Pirata Móvil (inactif) - Carrefour Móvil (Carrefour) (inactif) - MovilDIA (Carrefour-Dia (magasin)) (inactif) - Happy Móvil (The Phone House) (inactif) - Cable Móvil (The Phone House) (inactif) - Movi Data (The Phone House) (inactif) - MÁSmovil - Jazztel Móvil (E-Plus-KPN) - Bankinter (E-Plus-KPN) | - Euphony (E-Plus-KPN) (inactif) - Talkout (E-Plus-KPN-Euphony) (inactif) - MundiMóvil (E-Plus-KPN-Uno Telecom) (inactif) - XL MOVIL (E-Plus-KPN-Cope) (inactif) - Blau (E-Plus-KPN) (inactif) - Hablafácil (E-Plus-KPN-Banco Santander)(inactif) - Hong Da (E-Plus-KPN) (inactif) - LlamaYa Móvil - Sewan (ex Vozelia) | Les MVNO utilisant Movistar - Ocean's Network (inactif) - DIGI.Mobil - Barablu ONO io - Fonyou.com (inactif) - ZeroMóvil (inactif) - Amigophone (inactif) - Vectone Móvil (inactif) - Tu Móvil (Tuenti) | Les MVNO utilisant Vodafone - Viva Mobile) - R - Telecable - British Telecom - Lebara - Eroski Móvil (Eroski) - ONO io (Fonctionne maintenant sous le nom propre de Vodafone) - PepePhone - Hits Mobile (antiguo Nukkii - Metrored Móvil) - Midas Mobile - Ventaja Móvil (British Telecom) - RACC Movil |

### Finlande
Les MVNOs sont:
- Saunalahti (vendu sous le nom de ELISA)
- Cubio

### 

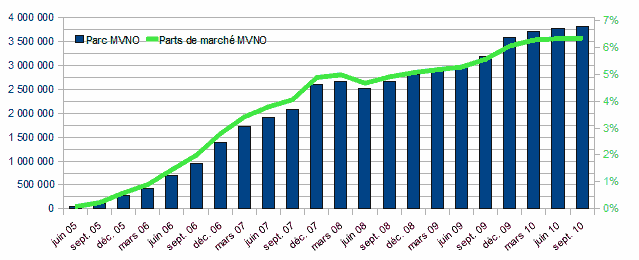
Évolution des parts de marché des MVNO en France de juin 2005 à septembre 2010.

### France

#### Tableau MVNO
Le tableau suivant classe les MVNO en fonction du réseau utilisé (Orange, SFR, Bouygues Telecom), du public visé (particuliers et/ou professionnels) et s'il est Full-MVNO.

##### Particulier
| Nom              | Propriétaire              | Réseaux          |
| ---------------- | ------------------------- | ---------------- |
| Auchan Telecom   | Bouygues Telecom          | Bouygues Telecom |
| B&You            | Bouygues Telecom          | Bouygues Telecom |
| Cdiscount Mobile | Bouygues Telecom          | Bouygues Telecom |
| Coriolis         | Altice France             | SFR              |
| La Poste Mobile  | Bouygues Telecom          | SFR              |
| Lebara           | Palmarium                 | SFR              |
| Lyca Mobile      | Pettigo Comércio          | Bouygues Telecom |
| Nordnet          | Orange                    | Orange           |
| NRJ Mobile       | Bouygues Telecom          | Bouygues Telecom |
| Prixtel          | Altice France             | SFR              |
| RED by SFR       | Altice France             | SFR              |
| Réglo Mobile     | Altice France & E.Leclerc | SFR              |
| Sosh             | Orange                    | Orange           |
| Source Mobile    | Bouygues Telecom          | Bouygues Telecom |
| Syma             | Altice France             | SFR              |
| YouPrice         | Netcom Group              | Orange & SFR     |

| Nom                                                     | Propriétaire                   | Réseaux                        |
| ------------------------------------------------------- | ------------------------------ | ------------------------------ |
| AKEO Télécom                                            | AKEO                           | Bouygues Telecom & Orange      |
| Bazile Telecom                                          | DomPlus Groupe                 | Orange                         |
| BetterRoaming (ex-Truphone)                             | TP France Operations – 1Global | Orange                         |
| Ciel Telecom                                            | Ciel Telecom                   | Bouygues Telecom, Orange & SFR |
| Chez Switch (Switch Call)                               | Liteyear                       | Bouygues Telecom               |
| Club Budget                                             | Mint                           | Bouygues Telecom               |
| Easy by T                                               | TELCOFACTORY                   | Orange & SFR                   |
| Mint Mobile                                             | Mint                           | Bouygues Telecom               |
| Mobiho Essentiel                                        | SEPA TELECOM                   | Orange                         |
| Mobileo Telecom                                         | Vespertel                      | Orange                         |
| TeleCoop                                                | TeleCoop                       | Orange                         |
| Ubigi (ex-Transatel Mobile, LeFrenchMobile, Eurokeitai) | Transatel                      | Orange                         |

##### Professionnel
| Nom                       | Propriétaire                   | Réseaux                                   |
| ------------------------- | ------------------------------ | ----------------------------------------- |
| Afone Mobile              | Altice France                  | SFR                                       |
| Airmob                    |                                | Bouygues Telecom, Orange & SFR            |
| Alphalink                 |                                | Orange & SFR                              |
| Cellhire                  |                                | Orange                                    |
| Chez Switch (Switch Call) | Liteyear                       | Bouygues Telecom                          |
| Coriolis (CorioPro)       | Altice France                  | SFR                                       |
| Keyyo                     | Bouygues Telecom               | Orange (transition vers Bouygues Telecom) |
| La Poste Mobile           | Bouygues Telecom               | SFR                                       |
| Linkt                     |                                | Orange                                    |
| Netwo                     |                                | Orange                                    |
| Networth                  |                                | Bouygues Telecom & Orange                 |
| SCT Telecom               |                                | Orange & SFR                              |
| Sewan Communications      |                                | Bouygues Telecom, Orange & SFR            |
| 1Global (ex-Truphone)     | TP France Operations – 1Global | Orange                                    |
| Unyc                      |                                | Bouygues Telecom & Orange                 |
| Stelogy                   |                                | Bouygues Telecom & Orange                 |
| YouPrice                  | Netcom Group                   | Orange & SFR                              |

#### Les MVNO en cours de transfert / rachat
- A-Mobile (Auchan Télécom) (SFR pour les cartes SIM pour téléphones mobiles - Bouygues pour les clés 3G)[14]. NRJ Mobile a racheté l'activité le 9 septembre 2013[15]. Un passage en full-MVNO ou/et l'abandon de Bouygues pour les clés 3G, sur SFR, voire Orange est prévisible pour fin 2013.
- En complément du rachat de Auchan Mobile et en plus de NRJ Mobile déjà sur SFR et Orange, les autres marques appartenant à NRJ Mobile, Crédit Mutuel Mobile, CIC Mobile, Cofidis Mobile et Blancheporte Mobile, risquent de passer en full-MVNO sur SFR ou/et Orange, comme NRJ Mobile, pour des questions de coût, d'ici la fin de l'année 2013. Le nom de ce réseau full-MVNO est « EI Telecom ».

#### Les MVNO mort-nés
- Le MVNO de Virgin Mobile low-cost vers l'international (annoncé en 2012 dans Jeune Afrique[16], une modification de l'offre prépayée de Virgin Mobile le 14 novembre 2012 semble avoir eu raison de ce projet[17]). Le 13 février 2013, cet MVNO lance quand-même une offre ethnique en tant qu'offre prépayée dépendant de son réseau full-MVNO principal.

#### Les MVNO disparus
- Ay Yildiz (Groupe Royal KPN)[18],
- Breizh Mobile (de Omea Telecom)[19]
- BuzzMobile (ex-Mobisud) (fermé le 31 mars 2015)[20]
- Carrefour Mobile[21]
- Diaspofone (Bouygues)
- Fnac Mobile[22]
- GT Mobile[23]
- Joe Mobile[24]
- Horizon Mobile[25]
- Mobisud[26]
- Neuf Mobile (SFR)[27]
- Simyo[28]
- Tele2 Mobile[29]
- Ortel Mobile[30]
- Ten (Orange)
- TF1 Mobile[31]
- Zemobile[32]
- Universal Music Mobile[33]
- Virgin Mobile[34]
- Darty Mobile
- Zéro Forfait
- Numéricable[35]
- Omea Telecom[36]
- IC Telecom
- Cofidis Mobile
- M6 Mobile
- SIM+ (disparu le 1 mars 2025)
- Blancheporte Mobile
- CTExcel (China Telecom) (disparu le 30 juin 2023)

#### Les MVNO à reclassifier dans le grand tableau
- Ciel Telecom
- Eurokeitai (de Transatel) Destiné aux Japonais qui viennent souvent en France. Arrêt au profit d'Ubigi en juillet 2024.
- LeFrenchMobile (de Transatel). Arrêt au profit d'Ubigi en juillet 2024.
- Mobiho (Initialement sur Bouygues Telecom, a signé sur Orange pour le quatrième trimestre 2012 ; au 3 aout 2013 la future répartition des clients serait que les clients non portés sont sur Orange et les portés sont sur Bouygues Telecom)
- KishMobile (une Nième marque du groupe Lycatel)

#### Le cas de «Virgin Mobile»
Historiquement MVNO sur le réseau Orange en 2G/3G, Virgin Mobile est devenu Full-MVNO :
- en 2G/3G sur le réseau SFR en 2011 et sur celui d'Orange depuis les offres du 22 octobre 2012
- en 4G sur celui de Bouygues Telecom à l'automne 2013 et SFR en décembre 2013.

À noter que les nouvelles cartes SIM frappées du nouveau logo Virgin Mobile France de 2012 sont multi-IMSI et permettent de changer de MNO (SFR ou Orange, en date de novembre 2012) en quelques heures sur simple appel au service clientèle au cas par cas, après une vérification de la couverture." ou en cas de panne nationale du MNO que vous utilisez. Le choix du MNO qui est attribué à l'ouverture de la ligne est fonction de votre offre et de votre lieu de résidence.
À la date du 13 février 2013, un nouveau type de forfait est apparu qui permet le changement de réseau sous deux heures, pour les autres offres il est toujours possible de changer de réseau "La fin de ce forfait a été actée en novembre 2013, ceux abonnés durant sa période de commercialisation en garde les avantages.
Le 16 mai 2014, Numericable (qui était en train de racheter SFR) rachète aussi ce full-MVNO : la migration sur SFR de tous les clients sera faite progressivement dès le rachat définitif.
Sans surprise, Virgin Mobile annonce le 22 décembre 2014 qu'il n'est plus possible d'aller sur le réseau Bouygues Télécom: les clients qui y sont encore le seront jusqu'au 16 février 2015.
Fin mai 2016, sa fermeture définitive est annoncée. Quelques mois après, la date du 31 décembre 2016 est choisie.

#### Le cas du groupe «EI télécom»
Créé en 2005 avec la licence « NRJ Mobile », cet opérateur était initialement sur Orange puis est parti en 2011 vers le réseau SFR en tant que full-MVNO. Il a aussi rachété « Auchan Télécom » fin 2013 qui était exclusivement sur le réseau SFR.
En 2016, cet opérateur rajoutera Bouygues Télécom à son offre et copie donc le principe de son collègue « Virgin Mobile » en son temps d'être un full-MVNO multi-MNO.
Fin 2020, Bouygues Télécom rachète ce full-MVNO. En 2021, seul le réseau Bouygues Telecom est utilisé pour les nouveaux abonnements. Peu à peu, les anciens abonnements utilisant les réseaux Orange ou SFR sont transférés sur celui de Bouygues Telecom.

#### Antilles-Guyane
- Trace Mobile
- Leader Price Mobile

#### Réunion
- Antenne Réunion Mobile (Orange Réunion)[Note 1]
- NRJ Mobile (SFR Réunion)[Note 2]
- Trace Mobile (Only)[Note 3]
- Universal Music Mobile (Orange Réunion)[Note 1]
- RIFE.RE (Only)

### Italie

#### Les MVNO actifs
- 1Mobile de Carrefour (Vodafone)
- Active Network (TIM)
- AlternatYva (Wind Tre)
- BluCall Mobile (TIM)
- BT Enìa (Vodafone)
- BT Mobile (TIM)
- CoopVoce de Coop Italia (TIM)
- Daily Telecom Mobile (Vodafone)
- DIGI Mobil (TIM)
- Elsynet (Wind Tre)
- Foll-In (Wind Tre)
- Goil Mobile (TIM)
- Green Mobile (Wind Tre, TIM)
- ho-mobile de Vodafone (Vodafone)
- Kena Mobile de Nòverca (TIM)
- Lycamobile (Vodafone)
- NetoIP-Mobile (TIM)
- Noitel Mobile (TIM)
- NT Mobile (TIM)
- NV Mobile (Wind Tre)
- Optima Mobile (Vodafone)
- PlusCom (TIM)
- PosteMobile de Poste Italiane (Wind Tre)
- Rabona Mobile/Si, Pronto!?! (TIM)
- SAMTEL (TIM)
- SunMobile (TIM)
- spusu (Wind Tre)
- Taza Mobile Italia (Vodafone)
- Tiscali Mobile de Tiscali (TIM)
- UniMobile (Wind Tre)
- UniPoste Mobile (TIM)
- Visitel (TIM)
- Very Mobile de Wind Tre (Wind Tre)
- Welcome Italia (TIM)
- Zeromobile (TIM, Vodafone, Wind Tre)

#### Les MVNO disparus
- 50&Più Net (2009-2012)
- A-Mobile de Auchan (2008-2016)
- Alpha Telecom (2012-2014)
- Bip Mobile (2012-2014)
- Bladna Mobile (2011-2013)
- Conad INSIM de Conad (2008-2010)
- DigiTel Italia (2008-2015)
- Enelmia de Enel (2009-2009)
- ERG Mobile de TotalErg (2009-2019)
- Extratel Mobile (2008-2018)
- Fitness Mobile by Rabona (2017-2018)
- Italiacom (2012-2012)
- Linkem Mobile de Linkem (2014-2017)
- MTV Mobile de MTV Italia (2008-2011)
- Nòverca (2009-2015)
- Phonup Mobile (2016-2018)
- Ringo Mobile (2015-2018)
- SimPiù (2016-2018)
- Smart Pinoy (2008-2010)
- Telepass Mobile de Telepass (2008-2010)
- Terrecablate Mobile (2012-2014)
- Vistream (2011-2013)

Luxembourg
JOIN Experience (P&T (100 %))

### Pays-Bas
Les principaux MVNOs sont :
- Simyo (KPN)
- LowCall (Telfort)

### Pologne
En mars 2004, en Pologne, avec la création de Heyah, marque low-cost de l'opérateur Era, un succès commercial avec plus d'un million de clients en 4 mois.

### Suisse
Wingo mobile a été lancé par Swisscom en 2015. Swisscom étant un réseau mobile.
Voici la liste des opérateurs virtuels associés au réseau mobile physique:
| Les MVNO utilisant Swisscom - M-Budget Mobile - Coop Mobile - Lyca Mobile - Mucho Mobile - Wingo Mobile - Cube Mobile | Les MVNO utilisant Salt Mobile - La Poste (L'Abo / Das-abo) - Lidl connect - GoMo | Les MVNO utilisant Sunrise - Yallo - Aldi Suisse Mobile - Lebara Mobile - Digital Republic - Net + - TalkTalk Mobile - UPC Mobile - Quickline - Swype |

### Suède
Les principaux MVNOs sont :
- spring mobil

## Amérique du Nord

### Canada
Au Canada, Virgin Mobile Canada était une coentreprise appartenant à la société Virgin Group de Richard Branson et à la division Mobilité de Bell Canada. Cependant Vidéotron vient de lancer sa propre marque en s'associant à Rogers Communication Inc.
| Les MVNO utilisant Bell Canada - Virgin Mobile Canada - CityWest - KMTS Mobility - Latitude Wireless - NMI Mobility - NorthWestel - President Choice Mobile - Roam Mobility - Solo Mobile - Télébec Mobilité - Lucky Mobile | Les MVNO utilisant Telus - Koodo Mobile - Mike - Public Mobile | Les MVNO utilisant Rogers Communications - Vidéotron - ChatR - CityFone - DCI Wireless - Fido - Freedom-Wireless - Good2Go Mobile Canada - Petro-Canada Mobility - Primus Canada | - Sears Connect - Talk & Earn - Talk & Save Wireless - uWho Wireless |

Plus d'information sur la page Canada MVNO

### États-Unis
Virgin Mobile existe depuis 2003 sur le territoire entier des États-Unis, en achetant en gros les minutes de AT&T Mobile et les revendant sous une offre unique, prépayée, et avec le marketing propre à Virgin.
La Walt Disney Company a commercialisé des services de téléphonie mobile aux États-Unis de 2006 à fin 2007, baptisés Disney Mobile et Mobile ESPN. Le groupe de médias et de divertissement avait signé un accord avec l'opérateur de télécommunications américain Sprint.
Beaucoup d'opérateurs de réseau mobile virtuel ont été créés aux États-Unis (Mobile ESPN, Best Cellular, etc.). La liste en anglais est disponible à MVNO Sur WP-UK

## Afrique
À ce jour[Quand ?] on note six opérateurs virtuels offrant des services mobiles en Afrique.
- Kirène au Sénégal d'Orange
- Promobile au Sénégal (Sirus Telecoms )
- Toubatel (Touba Mobile) au Sénégal
- Set' Mobile (Eto’o Telecom) au Cameroun créé par le footballeur camerounais Samuel Eto'o
- Virgin Mobile en Afrique du Sud
- Hello Mobile en Afrique du Sud
- Lycamobile en Tunisie
- Elissa (Tunisie Télécom) en Tunisie
- WIN (INWI) au Maroc